# Богдан А70100
Богда́н E701 або Богда́н А70100 — 12-метровий міський електробус (модифікація автобуса Богдан А701), оснащений електричним приводом. Це спільна розробка української корпорації «Богдан» і польської компанії URSUS, який був представлений в Польщі в кінці 2014 року, в січні 2015 року вийшов на вулиці Любліна для випробувань та отримав євросертифікат.
Для забезпечення роботи двигуна потужністю 235 кВт встановлено чотири блоки тягових батареї, які забезпечують транспортному засобу пробіг до 120 кілометрів. Автобус може розвивати швидкість до 70 км/год. На кінцевих зупинках передбачена система швидкої зарядки цих батарей, яка триває 15-20 хвилин. Тепер електробус Богдан А701.00 може заряджатися не тільки на кінцевих зупинках, а й на маршруті. На окремих зупинках, які перетинаються з тролейбусною мережею, електробус за допомогою підйомних пантографів живиться енергією. Притому, поповнити запас енергії він може під час зупинки, поки відбувається посадка-висадка пасажирів.